# Condado de Valencia

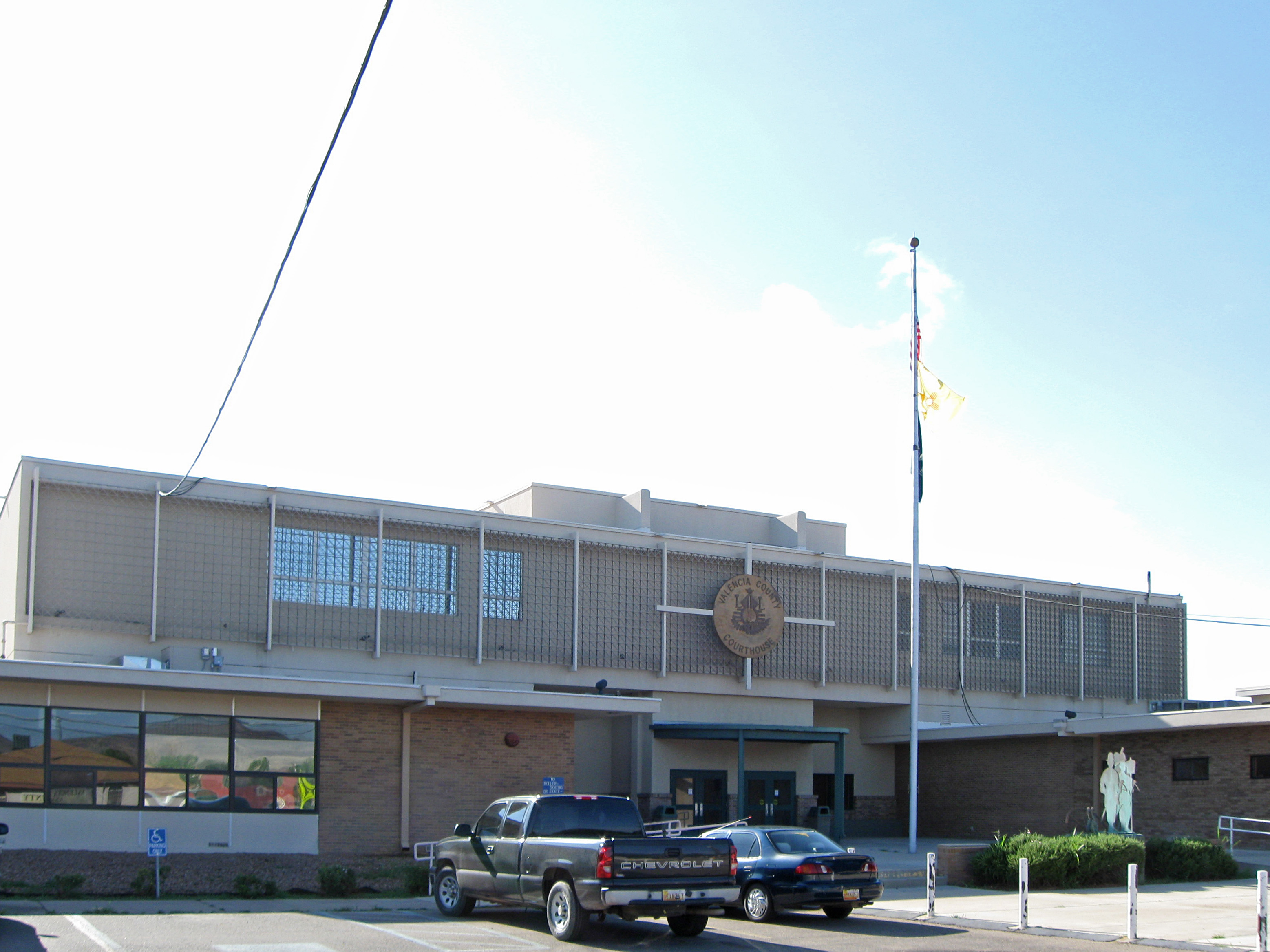
Palacio de Justicia del Condado de Valencia, ubicado en 444 Luna Street en Los Lunas, Nuevo México.

El condado de Valencia es un condado situado en el estado de Nuevo México en los Estados Unidos de América. En 2006, la población era de 70.389 habitantes. Su centro administrativo es Los Lunas. Forma parte del área metropolitana de Albuquerque.